# Living Reviews in Relativity
Living Reviews in Relativity è una rivista scientifica ad accesso aperto e sottoposta a revisione paritaria che pubblica revisioni viventi nei settori della fisica e dell'astrofisica. È stata fondata da Bernard Schutz e, dal 1998 al 2015, pubblicata presso il Max Planck Institute per la fisica gravitazionale. Dopo essere stata venduto dalla Max Planck Society nel giugno 2015, è divenuto di proprietà della casa editrice Springer Science+Business Media.
Gli articoli di Living Reviews forniscono revisioni critiche dello stato attuale della ricerca nei campi trattati. Essi offrono anche approfondimenti che citano la letteratura scientifica più importante e descrivono altre risorse disponibili. Living Reviews è unica nel mantenere una serie di articoli di revisione di alta qualità, che vengono aggiornati dagli autori aggiungendo regolarmente gli ultimi sviluppi e risultati della ricerca. Questo è il significato della parola inglese living ("che vive") presente nel titolo della rivista.